# Le Cerneux-Péquignot
Le Cerneux-Péquignot is een gemeente en plaats in het Zwitserse kanton Neuchâtel en maakte deel uit van het district Le Locle tot op 31 december 2017 de districten van het kanton Neuchâtel werden afgeschaft.
Le Cerneux-Péquignot telt 333 inwoners.

## Economie
Le Cerneux-Péquignot is tot op vandaag hoofdzakelijk een landbouwgemeente, waarbij veeteelt en melkproductie overwegen. Daarnaast hebben ook de kaasmakerij en de bosbouw enig belang.
Sinds de 18e eeuw werd er in Marais Rouge in de vlakte van de vallei van de Brévine turf gestoken. In 1991 werd de turfexploitatie stopgezet.